# Edukacja. Jest w niej ukryty skarb
Edukacja. Jest w niej ukryty skarb (ang. Learning: the Treasure Within) – raport Międzynarodowej Komisji do Spraw Edukacji napisany przez Jacques'a Delorsa, opublikowany w 1996 roku. 

## Założenia raportu
Raport pokazuje, że edukacja ustawiczna powinna sięgać daleko poza dotychczasową praktykę, występującą w krajach europejskich. Kształcenie to ma służyć uzupełnianiu, aktualizowaniu wiedzy, przekwalifikowaniu oraz ułatwieniu awansu zawodowego dorosłym. 

## Cztery filary edukacji
W raporcie tym przedstawiono, iż edukacja przez całe życie powinna opierać się na czterech zasadach (filarach): 
1. uczyć się, aby żyć wspólnie - należy poszerzać wiedzę o innych społeczeństwach, historii, tradycji, duchowości, tolerancji oraz uczyć się współdziałania i rozwiązywania konfliktów,
2. uczyć się, aby wiedzieć - należy poznać narzędzia służące do zdobywania wiedzy, pamiętając, że uczenie zdobywania wiedzy wymaga umiejętności koncentracji, wykorzystywania już posiadanej wiedzy i myślenia; celem uczenia jest osiągnięcie radości z rozumienia, odkrywania i posiadania wiedzy,
3. uczyć się, aby działać - należy posiadać umiejętność wykorzystania wiedzy w praktyce, nauczyć współdziałania oraz komunikacji po to, aby człowiek umiał radzić sobie w nieprzewidzianych sytuacjach, pracować w zespołach i twórczo kształtować przyszłość,
4. uczyć się, aby być - głównym celem jest wszechstronny rozwój jednostki, edukacja powinna troszczyć się o rozwój niezależnego myślenia, zdolności krytycznego osądu, uczuć i fantazji – bez tego światu grozi odhumanizowanie.

## Znaczenie
Raport ukazuje, że edukacja ustawiczna powinna objąć wszelkie działania, które umożliwią człowiekowi poznanie dynamiki świata, innych ludzi oraz samego siebie. Podkreśla również znaczenie jakościowych zmian kształcenia w okresie dynamicznych przemian społeczno - gospodarczych. 